# Deutsche Fußballnationalmannschaft (U-19-Junioren)
Die DFB-U-19-Junioren sind eine Jugendnationalmannschaft (bis zum 19. Lebensjahr) des DFB.

## Geschichte

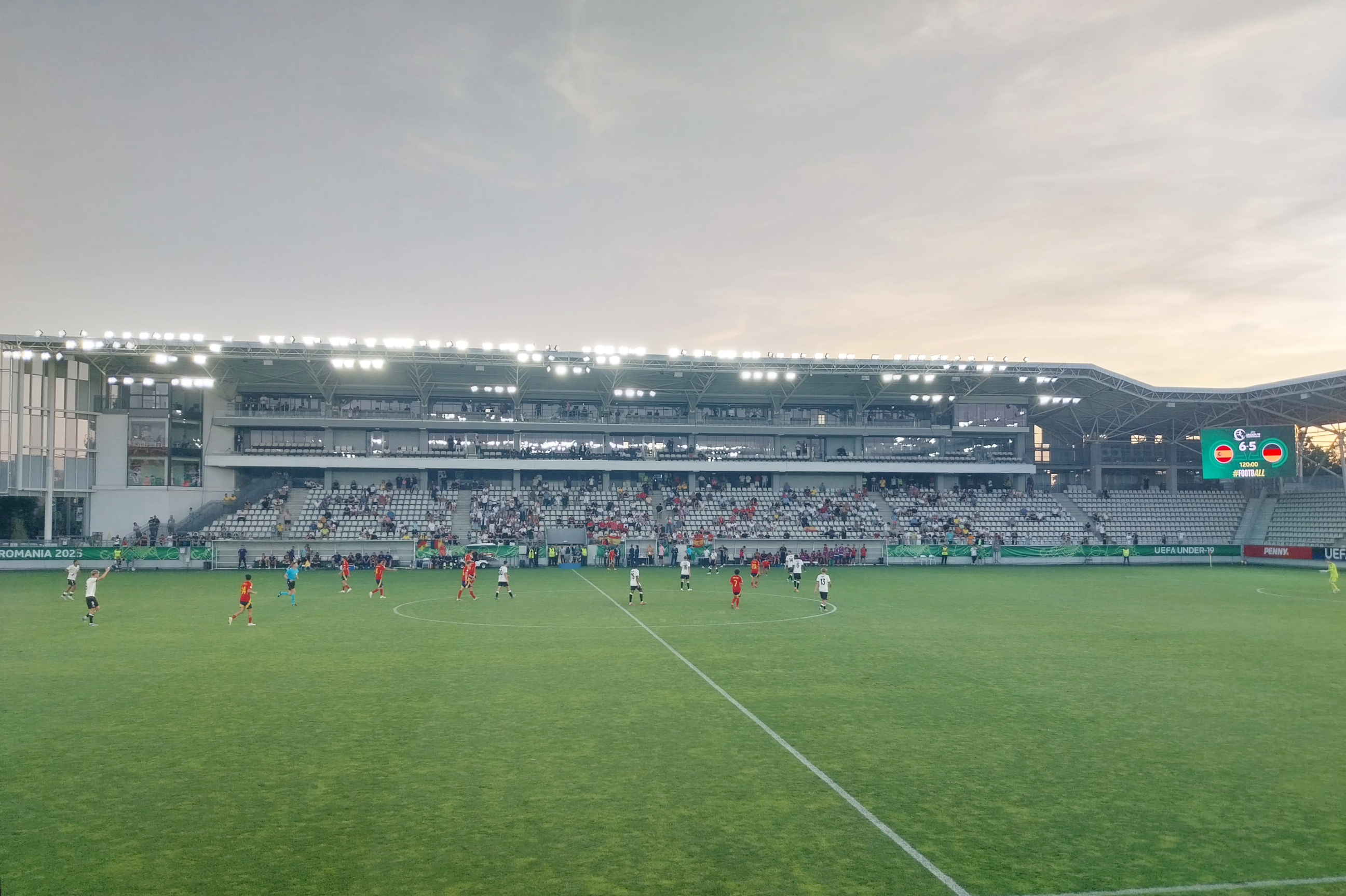
Die deutsche U-19-Juniorennationalmannschaft bei der EM 2025 im Halbfinale gegen Spanien (5-6)

Die U 19 nahm an der U-19-EM 2008 in Tschechien vom 14. bis 27. Juli teil und wurde nach einem 3:1 im Finale gegen Italien Europameister. Bereits durch die ersten beiden Siege hatte sie sich auch für die U-20-Fußballweltmeisterschaft in Ägypten qualifiziert.
Bei der Qualifikation für die U-19-Europameisterschaft 2009 belegte die deutsche Mannschaft in der 2. Qualifikationsrunde in der Gruppe 7 nur den 2. Platz hinter Spanien und konnte sich somit nicht für die Endrunde qualifizieren. Auch an der U-19-Europameisterschaft 2010 konnte die deutsche Mannschaft nicht teilnehmen. In der Qualifikation verlor die Mannschaft gegen die Slowakei und die Niederlande.
In der ersten Qualifikationsrunde für die U-19-Europameisterschaft 2011 traf die Mannschaft auf Andorra, Nordirland und die Schweiz. Die Spiele fanden vom 8. Oktober bis 13. Oktober 2010 in Deutschland statt. Durch einen klaren Sieg gegen Andorra und einem 2:1 über Nordirland reichte im letzten Gruppenspiel ein 2:2 gegen die Schweiz für den Gruppensieg. Dadurch konnte sich die Mannschaft für die Eliterunde qualifizieren; diese wurde im Frühjahr 2011 ausgespielt. Die Sieger jeder der sieben Gruppen qualifizierten sich dann für die U-19-Europameisterschaft 2011 in Rumänien. Durch eine 0:1-Niederlage im letzten Spiel gegen die Türkei verpassten die Junioren die Qualifikation.
In der ersten Qualifikationsrunde für die U-19-Europameisterschaft 2012 spielte die deutsche Mannschaft in Gruppe 7. Die Spiele wurden in Nordirland gegen das dortige Nationalteam sowie gegen Belarus und Montenegro ausgetragen. Nach deutlichen Siegen gegen Nordirland (5:1) und Montenegro (2:0) konnte gegen Belarus ein Rückstand von 0:3 zur Halbzeit noch zu einem 3:3 ausgeglichen werden. Dies genügte für den Gruppensieg. In der Eliterunde Ende Mai 2012 spielte die deutsche Mannschaft in Serbien in Gruppe 3. Ein 2:2 gegen den Gastgeber, ein 1:1 gegen Rumänien sowie ein 3:0 gegen Ungarn genügten aber nur für den zweiten Platz. Serbien qualifizierte sich für die Endrunde.
Bei der U-19-Fußball-Europameisterschaft 2014 in Ungarn wurde die deutsche Auswahl zum dritten Mal Europameister (1981 als U 18). Gleichzeitig wurde Davie Selke mit sechs Treffern Torschützenkönig.
Die U-19-Fußball-Europameisterschaft 2016 im eigenen Land schloss die Mannschaft mit einem fünften Platz ab. Ein Jahr später bei der Europameisterschaft in Georgien schied man wiederum in der Vorrunde aus, 2018 und 2019 scheiterte die Mannschaft bereits in der Qualifikation.

## Trainer
| Nr. | Trainer            | Zeitraum          | Zeitraum         | Zeitraum |
| Nr. | Trainer            | Beginn            | Ende             |          |
| --- | ------------------ | ----------------- | ---------------- | -------- |
| 01  | Dieter Eilts       | 1. Juli 2003      | 5. August 2004   |          |
| 02  | Uli Stielike       | 7. August 2004    | 9. Oktober 2005  |          |
| 03  | Frank Engel        | 1. Juli 2006      | 30. Juni 2007    |          |
| 04  | Horst Hrubesch     | 1. Juli 2007      | 30. Juni 2008    |          |
| 05  | Heiko Herrlich     | 1. Juli 2008      | 27. Oktober 2009 |          |
| 06  | Horst Hrubesch     | 11. November 2009 | 27. April 2011   |          |
| 07  | Ralf Minge         | 1. Juli 2010      | 27. April 2011   |          |
| 08  | Christian Ziege    | 17. Mai 2011      | 30. Juni 2011    |          |
| 09  | Horst Hrubesch     | 1. Juli 2011      | 30. Juni 2012    |          |
| 10  | Christian Ziege    | 1. Juli 2012      | 30. Juni 2013    |          |
| 11  | Marcus Sorg        | 1. Juli 2013      | 17. März 2016    |          |
| 13  | Guido Streichsbier | 8. März 2016      | 31. August 2016  |          |
| 14  | Frank Kramer       | 1. September 2016 | 31. Juli 2017    |          |
| 15  | Meikel Schönweitz  | 1. August 2017    | 30. Juni 2018    |          |
| 16  | Guido Streichsbier | 1. Juli 2018      | 30. Juni 2020    |          |
| 17  | Christian Wörns    | 1. Juli 2020      | 30. Juni 2021    |          |
| 18  | Hannes Wolf        | 1. Juli 2021      | 30. Juni 2023    |          |
| 19  | Christian Wörns    | 1. Juli 2023      |                  |          |

## Rekordspieler
| Spiele | Tore | Name              |
| ------ | ---- | ----------------- |
| 23     | 0    | Michele Fasanelli |
| 21     | 01   | Markus Goller     |
| 19     | 11   | Mario Gómez       |
| 19     | 04   | Dennis Diekmeier  |
| 18     | 07   | Manuel Fischer    |
| 18     | 05   | Piotr Trochowski  |
| 18     | 0    | Kevin Akpoguma    |
| 18     | 0    | Marc Oliver Kempf |
| 17     | 06   | Max Kruse         |
| 17     | 02   | Jérôme Boateng    |
| 17     | 0    | Arne Feick        |
| 17     | 0    | Florian Jungwirth |

## Turnierbilanz Europameisterschaften
Von 1981 bis 2001 war die Europameisterschaft ein U-18-Turnier. Die deutsche U-18-Mannschaft konnte den Titel 1981 einmal gewinnen.
Seit 2002 wird das Turnier als U-19-Fußball-Europameisterschaft veranstaltet. Die in der folgenden Tabelle dargestellte Turnierbilanz bezieht sich ausschließlich auf die Austragungen ab dem Jahr 2002.
| 2002 | Vizeeuropameister                                                                          |
| 2003 | Nicht qualifiziert (in der Eliterunde gescheitert)                                         |
| 2004 | Gruppenphase                                                                               |
| 2005 | Halbfinale                                                                                 |
| 2006 | Nicht qualifiziert (in der Eliterunde gescheitert)                                         |
| 2007 | Halbfinale                                                                                 |
| 2008 | Europameister                                                                              |
| 2009 | Nicht qualifiziert (in der Eliterunde gescheitert)                                         |
| 2010 | Nicht qualifiziert (in der Eliterunde gescheitert)                                         |
| 2011 | Nicht qualifiziert (in der Eliterunde gescheitert)                                         |
| 2012 | Nicht qualifiziert (in der Eliterunde gescheitert)                                         |
| 2013 | Nicht qualifiziert (in der Eliterunde gescheitert)                                         |
| 2014 | Europameister (Davie Selke Torschützenkönig)                                               |
| 2015 | Vorrunde                                                                                   |
| 2016 | 5. Platz                                                                                   |
| 2017 | Vorrunde                                                                                   |
| 2018 | Nicht qualifiziert (in der Eliterunde gescheitert)                                         |
| 2019 | Nicht qualifiziert (in der Eliterunde gescheitert)                                         |
| 2020 | Meisterschaft wegen COVID-19-Pandemie abgesagt (für die abgesagte Eliterunde qualifiziert) |
| 2022 | Nicht qualifiziert (in der Eliterunde gescheitert)                                         |
| 2023 | Nicht qualifiziert (in der Eliterunde gescheitert)                                         |
| 2024 | Nicht qualifiziert (in der Eliterunde gescheitert)                                         |
| 2025 | Halbfinale                                                                                 |

| Bilanz      | Bilanz | Bilanz | Bilanz | Bilanz      | Bilanz | Bilanz    | Bilanz       |
| Runde       | Spiele | Siege  | Remis  | Niederlagen | Tore   | Gegentore | Tordifferenz |
| ----------- | ------ | ------ | ------ | ----------- | ------ | --------- | ------------ |
| 1. Runde    | 061    | 44     | 11     | 06          | 232 1  | 061       | 171 1        |
| Eliterunde  | 058    | 33     | 11     | 14          | 132    | 063       | 069          |
| Endrunde    | 032    | 18     | 05     | 09          | 070    | 051       | 019          |
| WM-Play-Off | 001    | 0      | 01 2   | 0           | 003    | 003       | 0±0          |
| Gesamt      | 152    | 95     | 28     | 29          | 437    | 178       | 259          |

Stand: 23. März 2024

## Erfolge
- Europameister 2008, 2014